# Yantar (navio de pesquisa)
Yantar (Янтарь) é um navio de coleta de informações para fins especiais construído para a Marinha Russa. O navio tem sido operado pela Direção Principal de Pesquisa Subaquática da Marinha Russa (GUGI) desde 2015 e é supostamente um navio espião. O porto de origem da embarcação é Severomorsk, onde está anexada à Frota do Norte. Um navio irmão da classe Projeto 22010 "Almaz" também está em construção.

## Design e construção
O Yantar foi projetado pela Agência de Design Almaz em São Petersburgo, e o casco teve seu batimento de quilha em 8 de julho de 2010. Foi lançado em dezembro de 2012 e concluiu seus testes no mar em maio de 2015. O navio tem um comprimento de 108 metros e um deslocamento total de 5.736 toneladas. Ele utiliza propulsão diesel-elétrica para uma velocidade máxima de aproximadamente 15 nós (28 km/h). Possui oficialmente uma tripulação de 60 pessoas. O navio foi construído no Estaleiro Yantar, em Kaliningrado.

## Funções
O Yantar pode atuar como uma nave-mãe para minissubmarinos. A Marinha dos Estados Unidos declarou que os submersíveis são capazes de cortar cabos quilômetros abaixo da superfície do oceano. Os submersíveis são capazes de operar em profundidades e até 6.000 metros (20.000 pés). Os submersíveis são declaradamente o submersível da classe projeto 16810 Rus e outro, da classe Projeto 16811 Konsul.
Segundo Alexei Burilichev, chefe do departamento de pesquisa de águas profundas do Ministério da Defesa da Federação Russa, Yantar é um complexo de pesquisa oceânica.

## Atividades
O Yantar foi relatado em posição perto de cabos de telecomunicações submarinos.
Em 2015, o Yantar foi visto ao largo da costa da Baía de Guantánamo, em Cuba.
No verão de 2016, o Yantar foi ancorado fora de Nuuk, na Groenlândia.
Em 2017, o Yantar estava ativo no Mediterrâneo oriental, perto de um cabo submarino que liga Israel a Chipre. Também foi usado para recuperar "equipamento secreto" das aeronaves acidentadas Su-33 e MiG-29.
Em 23 de novembro de 2017, por ordem do presidente russo Vladimir Putin, Yantar e os especialistas da 328ª unidade de busca e salvamento da Marinha Russa foram enviados para a costa da Argentina para procurar o submarino argentino ARA San Juan, que desapareceu em 15 de novembro de 2017.
No verão de 2018, foi enviado para o Mediterrâneo na costa da Síria.
Em novembro de 2019, o Yantar visitou Trinidad e Tobago.
Em fevereiro de 2020, o Yantar foi encontrado perto dos cabos submarinos do Rio de Janeiro pela marinha brasileira. A tripulação evitou perguntas sobre suas intenções e desligou os sistemas de identificação do navio.